# Lažany (district de Liberec)
Pour les articles homonymes, voir Lažany.
Lažany (en allemand : Laschan) est une commune du district et de la région de Liberec, en République tchèque. Sa population s'élevait à 218 habitants en 2021.

## Géographie
Lažany se trouve à 4 km au nord-ouest de Turnov, à 19 km au sud-sud-est de Liberec et à 76 km au nord-est de Prague.
La commune est limitée par Paceřice au nord, par Ohrazenice à l'est, par Přepeře au sud, et par Čtveřín à l'ouest.

## Histoire
La première mention écrite du village date de 1397.

## Transports
Par la route, Lažany se trouve à 4 km du centre de Turnov, à 25 km de Liberec et à 90 km de Prague.

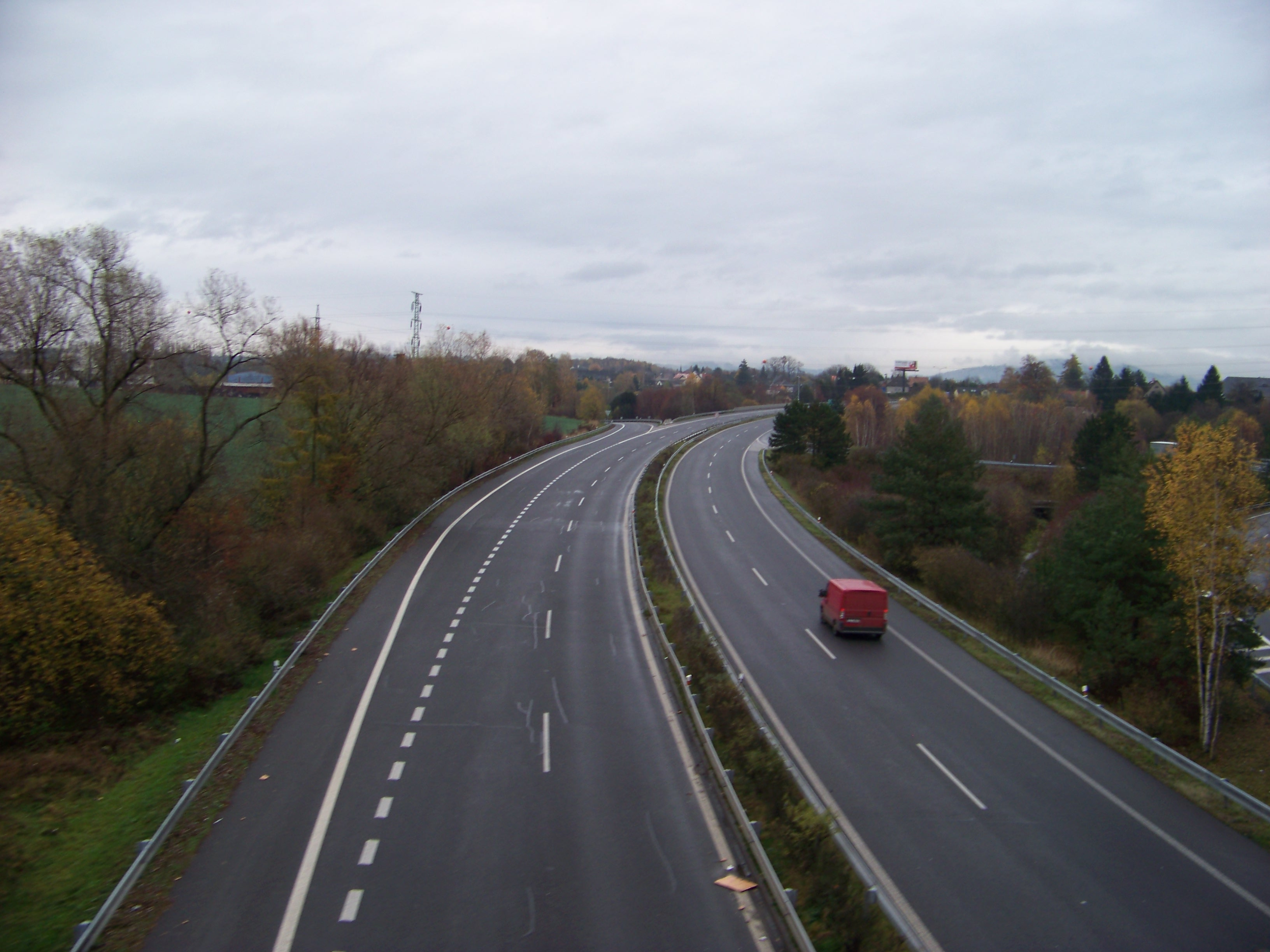
Voie express R10 entre Lažany et Ohrazenice.